# The Present
The Present – jedenasty album studyjny w dyskografii brytyjskiej grupy rockowej The Moody Blues. Płyta została wydana   2 września 1983 r.  przez wytwórnię Threshold, pod numerem katalogowym TXS 140. Jest drugim albumem nagranym z klawiszowcem Patrickiem Morazem. 

## Lista utworów
| #  | Tytuł                             | Kompozytor          | Czas |
| -- | --------------------------------- | ------------------- | ---- |
| A1 | "Blue World"                      | Justin Hayward      | 5:20 |
| A2 | "Meet Me Halfway"                 | Hayward, John Lodge | 4:08 |
| A3 | "Sitting at the Wheel"            | Lodge               | 5:40 |
| A4 | "Going Nowhere"                   | Graeme Edge         | 7:22 |
| B1 | "Hole in the World"               | Lodge               | 1:54 |
| B2 | "Under My Feet"                   | Lodge               | 4:51 |
| B3 | "It’s Cold Outside of Your Heart" | Hayward             | 4:27 |
| B4 | "Running Water"                   | Hayward             | 3:23 |
| B5 | "I’am"                            | Ray Thomas          | 1:40 |
| B6 | "Sorry"                           | Thomas              | 5:02 |

## Skład zespołu
- Justin Hayward – śpiew, gitara
- John Lodge – śpiew, gitara basowa
- Ray Thomas – śpiew, harmonijki, flet
- Graeme Edge – perkusja
- Patrick Moraz – instrumenty klawiszowe

## Pozycje na listach
| Lista 1981          | Pozycja |
| ------------------- | ------- |
| Lista amerykańska   | 26      |
| Lista brytyjska     | 15      |
| Lista niemiecka     | 33      |
| Lista holenderska   | 26      |
| Lista norweska      | 14      |
| Lista nowozelandzka | 14      |
| Lista szwedzka      | 35      |

## Notowania singli
| Rok  | Singel                  | Notowania              | Poz. |
| ---- | ----------------------- | ---------------------- | ---- |
| 1983 | "Blue World"            | US Hot Mainstream      | 32   |
| 1983 | "Blue World"            | Pop Singles            | 62   |
| 1983 | "Blue World"            | US Billboard Hot 100   | 62   |
| 1983 | "Sitting at the Wheels" | US Hot Mainstream Rock | 3    |
| 1983 | "Sitting at the Wheels" | Pop Singles            | 27   |
| 1983 | "Sitting at the Wheels" | US Billboard Hot 100   | 92   |